# Ламберт, Джек (американский актёр)
Джек Ламберт (англ. Jack Lambert), полное имя Джон Тейлор Ламберт II (англ. John Taylor Lambert II) (13 апреля 1920 года — 18 февраля 2002 года) — американский характерный актёр, специализировавшийся на ролях «крутых парней» и бандитов в фильмах 1940—1950-х годов.
Наиболее памятными среди почти 60 фильмов с участием Ламберта были «Потерянный ангел» (1943), «Убийцы» (1946), «Девушки Харви» (1946), «Вне подозрений» (1947), «Дилемма Дика Трейси» (1948), «Звёзды в моей короне» (1950), «Насаждающий закон» (1951), «Излучина реки» (1952), «Ривер-стрит, 99» (1953), «Веракрус» (1954), «Целуй меня насмерть» (1955) и «День преступника» (1959). В 1959—60 годах Ламберт играл постоянную роль в телесериале «Речная лодка».

## Ранние годы и театральная карьера
Джон Тейлор Ламберт II родился 13 апреля 1920 года в Йонкерсе, Нью-Йорк. После окончания школы Ламберт поступил в Колорадский колледж в Колорадо-Спрингс по специальности «английский язык», намереваясь стать преподавателем языка и драматического искусства.
После окончания учёбы Ламберт пошёл в театр, работая реквизитором и ассистентом режиссёра в нескольких местных труппах в родном Йонкерсе. Вскоре Ламберт стал играть небольшие роли, однако во время своих первых гастролей он был уволен. Директор театра якобы саркастически сказал ему: «Тебе дорога в Нью-Йорк». Как позднее вспоминал Ламберт, «я послушал его совет и поехал».
В Нью-Йорке Ламберт сразу же получил роль в спектакле театра Guild «Пятая колонна», а вскоре после этого дебютировал на Бродвее в роли кондуктора в «Небесный экспресс» (1940). Он также сыграл гангстера в «Тупике», после чего получил свою первую главную роль шахтёра в драме «Брат Каин» (1941). Как отметила историк кино Карен Хэннсберри, «по иронии судьбы, несмотря на академическое образование, Ламберт постоянно получал роли людей со значительно более низким образовательным уровнем». В 1941 году Ламберт заявил в интервью New York Post: «Конечно, это было не совсем то, чего я хотел, но я думаю, надо просто подождать. Кроме всего, в „Брате Каине“ у меня главная роль, так что мне особенно не на что жаловаться. Хотя я всё ещё надеюсь, что мои знания, полученные в Колорадо, помогут мне». Ламберт сыграл ещё в нескольких небродвейских спектаклях, после чего решил попробовать счастье в Голливуде, «отправившись на запад в январе 1943 года с 200 долларами и обратным билетом в Нью-Йорк».

## Карьера в кино
В течение четырёх недель Ламберт ходил по голливудским студиям, пока не получил роль преступника по имени Лефти Моран в мелодраме Metro-Goldwyn-Mayer «Потерянный ангел» (1943). В том же году он «угрожал» молодому композитору (Кэй Кайзер) в музыкальной комедии «Свинговая лихорадка» (1943), а также сыграл небольшие роли в военной драме «Лотарингский крест» (1943) с сэром Седриком Хардвиком и Джином Келли в главных ролях, а также в военной драме «Заложники» (1943) с Уильямом Бендиксом. На протяжении последующих двух лет Ламберт сыграл малоприметные роли лишь в четырёх практически забытых фильмах, включая военную мелодраму «Когда мы встретимся снова» (1944) с Рэем Милландом, скучный проходной детектив «Скрытый глаз» (1945) с Эдвардом Арнольдом и музыкальную комедию «Таверна Даффи» (1945).
По словам Хэннсберри, «более заметные роли Ламберт сыграл в 1946 году в хорошем вестерне „Городок Эйбилен“ (1946) с Рэндольфом Скоттом, крупнобюджетном мюзикле „Девушки Харви“ (1946) с Джуди Гарленд и Энджелой Лэнсбери и шпионском триллере „Управление стратегических служб“ (1946) с Аланом Лэддом». Однако его самой заметной работой стала роль «злобного, туповатого члена банды» по имени Дам Дам в «первоклассном фильме нуар» «Убийцы» (1946). Фильм рассказывает об ограблении инкассаторской машины бандой во главе с Большим Джимом (Альберт Деккер), который затем с помощью сложной аферы захватывает все деньги себе и скрывается, подставляя члена банды по имени Швед (Бёрт Ланкастер). После того, как Большой Джим с помощью киллеров расправляется со Шведом, страховой следователь начинает розыск убийц, выходя на след Дам Дама. Узнав, где могут находиться деньги, Дам Дам находит Большого Джима, и во время проникновения в его дом, вступает с ним в перестрелку, которая приводит к гибели обоих. Как отмечает Хэннсберри, «фильм был с восхищением принят критикой». Так, Уильям Р. Уивер заявил в Motion Picture Herald: «Фильм является тщательно продуманным и умно сделанным расширением рассказа Эрнеста Хэмингуэя… с мастерским сценарием Энтони Вейллера и мощной режиссурой Роберта Сиодмака», а рецензент Variety написал, что «каждый персонаж получает свой момент для демонстрации своего блеска и реализует его».
В 1947 году Ламберт сыграл «небольшую роль в неплохом вестерне» «Возвращение вигилантов» (1947), а также создал запоминающийся образ психопатического бандита по кличке «Коготь», со шрамом и железным крюком вместо руки, в криминальной ленте «Дилемма Дика Трейси» (1947). В том же году в фильме нуар «Вне подозрений» (1947) он сыграл наёмного убийцу мистера Пресса, которого влиятельный радиоведущий (Клод Рейнс) шантажом принуждает схватить главного героя картины и тайно вывезти его в ящике на городскую свалку, чтобы бросить в костёр. Однако полиция появляется вовремя, чтобы остановить Пресса и арестовать его. Как полагает Хэннсберри, «хотя Ламберт хорошо сыграл запуганного киллера, однако критика не обратила на него внимания, а сам фильм был оценен неоднозначно». Так, обозреватель Variety написал, что фильм «заряжен нервным возбуждением и саспенсом», с другой стороны, Джон Маккартен из журнала «Нью-Йоркер» отверг его как «захудалый детектив», а Уильям Р. Уивер из Motion Picture Herald назвал его «слегка переусложнённым».
В последующие два года Ламберт сыграл в невыдающихся вестернах «Речная леди» (1948) с Ивонн де Карло, «Дочь Белль Старр» (1948), «Бримстоун» (1949) и «Большой Джек» (1949), в драме по Скотту Фитцджеральду «Великий Гэтсби» (1949) с Лэддом в главной роли, а также исполнил небольшие роли в фильмах нуар «Сила зла» (1948) и «Инцидент на границе» (1949). В последней картине Ламберт сыграл одного из подручных владельца ранчо, который занимается нелегальной переправкой мексиканских сельскохозяйственных рабочих через границу. В 1950 году все три фильма, в которых снялся Ламберт, были вестернами — «Лил из Дакоты» (1950) с Джорджем Монтгомери и Мэри Виндзор, «Звезды в моей короне» (1950) с Джоэлом Маккри и «К северу от великого рубежа» (1950) с Роем Роджерсом.
Фильм нуар «Насаждающий закон» (1951) рассказывал о деятельности окружного прокурора Мартина Фергюсона (Хамфри Богарт) по разоблачению главаря банды наёмных убийц. По словам Хэннсберри, в этом фильме «Ламберт сыграл ещё одного безжалостного бандита по имени Филадельфия Том Зака, которого один персонаж описывает как парня, который „не вполне в своём уме — но никто никогда не говорил этого в его присутствии“». Хотя критики снова не обратили внимания на игру Ламберта, сам фильм получил восторженные отзывы. Так Рут Уотербери из Los Angeles Examiner указала, что он даст зрителю «пару бросающих в дрожь, напряжённых часов, делая это совсем неплохо».
На следующий год Ламберт появился в фильме нуар «Ривер-стрит, 99» (1952), на этот раз в роли Микки, отвратительного подручного нелегального торговца драгоценностями (Джей Адлер). Ошибочно приняв таксиста Эрни (Джон Пейн) за конкурирующего гангстера, Микки нападает на него, однако тот, используя боксёрские навыки, заставляет Микки капитулировать. В конце концов, Микки возвращается к своему боссу, заявляя, что его избили два бандита. Сам фильм после выхода на экраны вызвал неоднозначные отзывы критики. Так, кинообозреватель «Нью-Йорк Таймс», в частности, написал: «Просто сказать, что этот фильм жесток, будет слишком мягко, точнее будет сказать, что он вызывает раздражение и скуку». Тем не менее, современные критики оценивают фильм достаточно высоко. Что же касается Ламберта, то, по мнению Хэннсберри, он «выдал в этом фильме ещё одну хорошую игру, создав образ особенно жестокого и запоминающегося преступника».
В 1954 году, на время выйдя из образа жестокого бандита, Ламберт некоторое время выступал с вокальными номерами в музыкальном комедийном ревю «Лучшие в Сан-Диего, Калифорния». Его выступления в шоу получили хорошие отзывы от критика Variety, который написал, что Ламберт «показал себя актёром с неожиданно приятным голосом». В тот же период Ламберт появился в нескольких хорошо принятых вестернах — «Веракрус» (1954) с Бёртом Ланкастером и Гэри Купером, «В укрытии» (1955) с Джеймсом Кэгни, «Под дулом пистолета» (1955) с Фредом Макмюрреем и «Ответный удар» (1956) с Ричардом Уидмарком. Ламберт также сыграл в фильме нуар Роберта Олдрича «Целуй меня насмерть» (1955), где частный детектив Майк Хаммер (Ральф Микер), расследуя убийство случайной знакомой, оказывается втянутым в охоту за таинственным чемоданом. В ходе расследования Хаммер выходит на опасного гангстера Карла Эвелло (Пол Стюарт), подручного которого по имени Шугар играет Ламберт. Как отмечает Хэннсберри, у актёра «здесь немного работы — сначала Хаммер быстро вырубает его, а во второй раз, не особенно церемонясь, быстро убивает». В 1957 году Ламберт также сыграл небольшую роль в криминальном боевике «Секреты Чикаго» (1957), а год спустя — эпизодическую роль бармена в цветном фильме нуар «Девушка с вечеринки» (1958). Фильм рассказывал о мафиозном адвокате мафии (Роберт Тейлор), который пытается избавиться от гангстера, на которого работает. Другими заметными картинами конца 1950-х годов стали биографический боевик «Пулемётчик Келли» (1958) с Чарльзом Бронсоном, вестерн «День преступника» (1959) с Робертом Райаном и комедийный вестерн «Под именем Джесси Джеймс» (1959) с Бобом Хоупом.
В начале 1960-х годов Ламберт появился всего в четырёх картинах — вестерне «Фреклз» (1960), биопике «История Джорджа Рафта» (1961), а также в первоклассном эпическом вестерне со звёздным актёрским составом «Как был завоёван Запад» (1962). После небольшой роли в увлекательном вестерне «Четверо на Техас» (1963) с Фрэнком Синатрой и Дином Мартиным, Ламберт ушёл из кино.

## Карьера на телевидении
В середине 1950-х годов Ламберт, «хотя и продолжал играть небольшие роли в кино, однако в большей степени переключил внимание на телевидение». С 1954 года и до конца десятилетия актёр сыграл многочисленные гостевые роли а таких сериалах, как «Приключения Рин Тин Тина» (1956), «Альфред Хичкок представляет» (1956-59, 3 эпизода), «Караван повозок» (1957-63, 4 эпизода), «Стрелок» (1959), «Бэт Мастерсон» (1959-61, 2 эпизода), «Дымок из ствола» (1959-70, 7 эпизодов), «Калифорнийцы» (1959) и «Приграничный доктор» (1959).
В 1959 году Ламберт получил постоянную роль первого помощника капитана Джошуа Макгрегора в приключенческом телесериале NBC «Речная лодка». В течение двух лет Ламберт сыграл в 23 эпизодах этого сериала.
В 1960-е годы Ламберт продолжил играть на телевидении в таких сериалах, как «Приграничный цирк» (1961), «Виргинец» (1961), «Клеймённый» (1965), «Напряги извилины» (1966), «Дни в долине смерти» (1965-66, 2 эпизода), «Дэниэл Бун» (1967-70, 4 эпизода), после чего, по словам Хэннсберри, «оставил актёрскую карьеру, и с тех пор исчез из поля зрения».

## Актёрское амплуа и оценка творчества
Как отмечает Хэннсберри, «несмотря на роли более чем в 50 фильмах и многочисленные появления на телевидении на протяжении 1950-60-х годов, Джек Ламберт попадает в категорию актёров, лицо которого узнаваемо, но его имя мало кому известно».
Названный однажды «человеком с самыми злыми глазами в Голливуде», на протяжении карьеры Ламберт специализировался на «использовании злого прищура и суровой манеры поведения для создания образов бандитов». Как написал Эриксон, Ламберт был «актёром второго плана», которого «чаще всего можно было увидеть в ролях гангстеров».
По словам Хэннсберри, «Ламберт никогда не играл главных ролей, и часто был разочарован своей неспособностью вырваться из образа бандита, в который его засадили ещё на Бродвее. Тем не менее, он оставил несколько запоминающихся образов, которые внесли ценный вклад в кино». Джефф Кори, коллега Ламберта по фильму «Убийцы» назвал его «мягким человеком», в интервью 2000 года заявив: «Он не обидел бы и муху, но его карьера была построена вокруг одного типажа».

## Личная жизнь
В 1945 году Ламберт женился на Франсес Дэлтон. В этом браке у пары родился сын Ли Джей Ламберт, который впоследствии стал актёром. В 1958 году Ламберт женился повторно на Марджори Холл, с которой прожил до своей смерти.

## Смерть
Джек Ламберт умер 18 февраля 2002 года в Кармел-бай-те-Си, округ Монтерей, Калифорния, США. Его тело было передано на медицинские цели Медицинской школе Калифорнийского университета в Лос-Анджелесе.

## Фильмография
| Год       |     | Русское название                          | Оригинальное название                    | Роль                                                      |
| --------- | --- | ----------------------------------------- | ---------------------------------------- | --------------------------------------------------------- |
| 1942      | кор | О лице                                    | About Face                               | (в титрах не указан)                                      |
| 1943      | ф   | Ночные бомбардировщики                    | Bomber's Moon                            | Кёрли, хвостовой стрелок                                  |
| 1943      | ф   | Заложники                                 | Hostages                                 | надзиратель СС                                            |
| 1943      | ф   | Семена свободы                            | Seeds of Freedom                         | оратор                                                    |
| 1943      | ф   | Лотарингский крест                        | The Cross of Lorraine                    | Жак                                                       |
| 1943      | ф   | Спрятанный глаз                           | The Hidden Eye                           | Луи                                                       |
| 1943      | ф   | Потерянный ангел                          | Lost Angel                               | Лефти Моран (в титрах не указан)                          |
| 1943      | ф   | Свинговая лихорадка                       | Swing Fever                              | Джек, подручный Конлона (в титрах не указан)              |
| 1943      | ф   | Девушка из варьете                        | Follies Girl                             | (в титрах не указан)                                      |
| 1943      | ф   | Солдатский клуб                           | Stage Door Canteen                       | моряк (в титрах не указан)                                |
| 1944      | ф   | До новых встреч                           | Till We Meet Again                       | пьяный немецкий солдат (в титрах не указан)               |
| 1944      | ф   | Кантервильское привидение                 | The Canterville Ghost                    | Триггер, автоматчик (в титрах не указан)                  |
| 1945      | ф   | Город Эйбилин                             | Abilene Town                             | Джет Янгер                                                |
| 1945      | ф   | Таверна Даффи                             | Duffy's Tavern                           | официант (в титрах не указан)                             |
| 1946      | ф   | Девушки Харви                             | The Harvey Girls                         | Марти Питерс                                              |
| 1946      | ф   | Убийцы                                    | The Killers                              | Дам Дам Кларк                                             |
| 1946      | ф   | Житель равнин и леди                      | Plainsman and the Lady                   | Сайвал                                                    |
| 1946      | ф   | Управление стратегических служб           | O.S.S.                                   | немецкий лейтенант (в титрах не указан)                   |
| 1946      | ф   | Святой бандит                             | The Hoodlum Saint                        | (в титрах не указан)                                      |
| 1947      | ф   | Новый Орлеан                              | New Orleans                              | Бифф Льюис                                                |
| 1947      | ф   | Дилемма Дика Трейси                       | Dick Tracy's Dilemma                     | Стив «Коготь» Мишел                                       |
| 1947      | ф   | Возвращение вигилантов                    | The Vigilantes Return                    | Бен Борден, подручный                                     |
| 1947      | ф   | Вне подозрений                            | The Unsuspected                          | мистер Пресс                                              |
| 1948      | ф   | Доставая с небес                          | Reaching from Heaven                     | Бак Хаггинс                                               |
| 1948      | ф   | Речная леди                               | River Lady                               | Швед                                                      |
| 1948      | ф   | Дочь Белль Старр                          | Belle Starr's Daughter                   | Брон Уилсон                                               |
| 1948      | ф   | Катастрофа                                | Disaster                                 | Фрости Девенпорт                                          |
| 1948      | ф   | Сила зла                                  | Force of Evil                            | (в титрах не указан)                                      |
| 1949      | ф   | Большой Джек                              | Big Jack                                 | Бад Валентайн                                             |
| 1949      | ф   | Великий Гэтсби                            | The Great Gatsby                         | Риба                                                      |
| 1949      | ф   | Да, сэр, это мой ребёнок                  | Yes Sir, That's My Baby                  | Лесли Шультце                                             |
| 1949      | ф   | Бримстоун                                 | Brimstone                                | Люк Кортин                                                |
| 1949      | ф   | Инцидент на границе                       | Border Incident                          | Чак (в титрах не указан)                                  |
| 1950      | ф   | Лил из Дакоты                             | Dakota Lil                               | Дамми                                                     |
| 1950      | ф   | Звезды в моей короне                      | Stars in My Crown                        | Перри Локи                                                |
| 1950      | ф   | К северу от великого рубежа               | North of the Great Divide                | Стэгг, подручный                                          |
| 1951      | ф   | Насаждающий закон                         | The Enforcer                             | Филадельфия Том Зака                                      |
| 1951      | ф   | Излучина реки                             | Bend of the River                        | Ред                                                       |
| 1951      | ф   | Тайна озера каторжников                   | The Secret of Convict Lake               | Мэтт Андерсон (в титрах не указан)                        |
| 1951      | с   | Первая студия                             | Studio One                               | 1 эпизод                                                  |
| 1951      | с   | Театр от «Армстронг»                      | Armstrong Circle Theatre                 | 1 эпизод                                                  |
| 1952      | ф   | Монтана Белль                             | Montana Belle                            | Ринго                                                     |
| 1952      | ф   | Пират Черная борода                       | Blackbeard, the Pirate                   | Том Уетстоун                                              |
| 1953      | ф   | Напуганные до смерти                      | Scared Stiff                             | зомби                                                     |
| 1953      | ф   | Ривер-стрит, 99                           | 99 River Street                          | Микки                                                     |
| 1953      | с   | Видеотеатр от «Люкс»                      | Lux Video Theatre                        | 1 эпизод                                                  |
| 1953      | с   | Театр четырёх звёзд                       | Four Star Playhouse                      | 1 эпизод                                                  |
| 1954      | ф   | Веракрус                                  | Vera Cruz                                | Чарли                                                     |
| 1954      | с   | Одинокий волк                             | The Lone Wolf                            | 1 эпизод                                                  |
| 1954      | с   | Порт                                      | Waterfront                               | 1 эпизод                                                  |
| 1955      | ф   | В укрытии                                 | Run for Cover                            | Ларсен                                                    |
| 1955      | ф   | Целуй меня насмерть                       | Kiss Me Deadly                           | Шугар Смоллхаус                                           |
| 1955      | ф   | Под дулом пистолета                       | At Gunpoint                              | Кирк                                                      |
| 1955—1956 | с   | Театр звёзд от «Шлитц»                    | Schlitz Playhouse of Stars               | 2 эпизода                                                 |
| 1956      | ф   | Ответный удар                             | Backlash                                 | Майк Бентон                                               |
| 1956      | ф   | Кэнион-ривер                              | Canyon River                             | Кинкейд                                                   |
| 1956      | с   | Борец за справедливость                   | Crusader                                 | 1 эпизод                                                  |
| 1956      | с   | Приключения Рин Тин Тина                  | The Adventures of Rin Tin Tin            | 1 эпизод                                                  |
| 1956      | с   | Пьеса недели ITV                          | ITV Play of the Week                     | 2 эпизода                                                 |
| 1956—1957 | с   | Джейн Уаймен представляет Театр у камина  | Jane Wyman Presents The Fireside Theatre | 2 эпизода                                                 |
| 1956—1957 | с   | Студия 57                                 | Studio 57                                | 2 эпизода                                                 |
| 1956—1959 | с   | Альфред Хичкок представляет               | Alfred Hitchcock Presents                | 3 эпизода                                                 |
| 1957      | ф   | Секреты Чикаго                            | Chicago Confidential                     | Смитти (в титрах не указан)                               |
| 1957      | с   | Паника!                                   | Panic!                                   | 1 эпизод                                                  |
| 1957      | с   | Приключения Джима Боуи                    | The Adventures of Jim Bowie              | 1 эпизод                                                  |
| 1957      | с   | Солдат штата                              | State Trooper                            | 1 эпизод                                                  |
| 1957—1959 | с   | Театр от «Дженерал Электрик»              | General Electric Theater                 | 2 эпизода                                                 |
| 1957—1959 | с   | Истории Уэллс-Фарго                       | Tales of Wells Fargo                     | 3 эпизода                                                 |
| 1957—1963 | с   | Караван повозок                           | Wagon Train                              | 4 эпизода                                                 |
| 1958      | ф   | Девушка и горячая тачка                   | Hot Car Girl                             | коп №1 в баре                                             |
| 1958      | ф   | Пулеметчик Келли                          | Machine-Gun Kelly                        | Ховард                                                    |
| 1958      | ф   | Девушка с вечеринки                       | Party Girl                               | Ник (в титрах не указан)                                  |
| 1958      | с   | Театр от «Алкоа»                          | Alcoa Theatre                            | 1 эпизод                                                  |
| 1958      | с   | Город Симаррон                            | Cimarron City                            | 1 эпизод                                                  |
| 1958      | с   | Ричард Даймонд, частный детектив          | Richard Diamnond, Private Detective      | 1 эпизод                                                  |
| 1958      | с   | Облава                                    | Dragnet                                  | 1 эпизод                                                  |
| 1958      | с   | Представитель закона                      | Lawman                                   | 1 эпизод                                                  |
| 1959      | ф   | День преступника                          | Day of the Outlaw                        | Текс, банда Брюна                                         |
| 1959      | ф   | Под именем Джесси Джеймс                  | Alias Jesse James                        | Снейк Брайс (в титрах не указан)                          |
| 1959      | с   | Кольт 45                                  | Colt .45                                 | 1 эпизод                                                  |
| 1959      | с   | Майк Хаммер                               | Mike Hammer                              | 1 эпизод                                                  |
| 1959      | с   | Техасец                                   | The Texan                                | 1 эпизод                                                  |
| 1959      | с   | Стрелок                                   | The Rifleman                             | 1 эпизод                                                  |
| 1959      | с   | Детективы                                 | The Detectives                           | 1 эпизод                                                  |
| 1959      | с   | Натянутый канат                           | Tightrope                                | 1 эпизод                                                  |
| 1959      | с   | День преступника                          | Day of the Outlaw                        | 1 эпизод                                                  |
| 1959      | с   | Приграничный доктор                       | Frontier Doctor                          | 1 эпизод                                                  |
| 1959      | с   | Миллионер                                 | The Millionaire                          | 1 эпизод                                                  |
| 1959      | с   | Шугарфут                                  | Sugarfoot                                | 1 эпизод                                                  |
| 1959      | с   | Калифорнийцы                              | The Californians                         | 2 эпизода                                                 |
| 1959      | с   | Помощник маршала                          | The Deputy                               | 1 эпизод                                                  |
| 1959—1960 | с   | Речная лодка                              | Riverboat                                | Джошуа Уолчек / Джошуа Макрегор / Тони Уолчек, 23 эпизода |
| 1959—1961 | с   | Бэт Мастерсон                             | Bat Masterson                            | 2 эпизода                                                 |
| 1959—1970 | с   | Дымок из ствола                           | Gunsmoke                                 | 7 эпизодов                                                |
| 1960      | ф   | Фреклз                                    | Freckles                                 | Дункан                                                    |
| 1960      | с   | Есть оружие – будут путешествия           | Have Gun - Will Travel                   | 1 эпизод                                                  |
| 1960—1967 | с   | Бонанза                                   | Bonanza                                  | 2 эпизода                                                 |
| 1961      | ф   | История Джорджа Рафта                     | The George Raft Story                    | Джерри Фитцпатрик                                         |
| 1961      | с   | Стрелок Слейд                             | Shotgun Slade                            | 1 эпизод                                                  |
| 1961      | с   | Триллер                                   | Thriller                                 | 1 эпизод                                                  |
| 1961      | с   | Приграничный цирк                         | Frontier Circus                          | 1 эпизод                                                  |
| 1961      | с   | Шоу Боба Каммингса                        | The Bob Cummings Show                    | 1 эпизод                                                  |
| 1961      | с   | Данте                                     | Dante                                    | 1 эпизод                                                  |
| 1962      | ф   | Как был завоёван Запад                    | How the West Was Won                     | Гант, подручный (в титрах не указан)                      |
| 1963      | ф   | Четверо из Техаса                         | 4 for Texas                              | Монк                                                      |
| 1963      | с   | Шоу Энди Гриффита                         | The Andy Griffith Show                   | 1 эпизод                                                  |
| 1965      | с   | Виргинец                                  | The Virginian                            | 1 эпизод                                                  |
| 1965      | с   | Правосудие Берка                          | Burke's Law                              | 1 эпизод                                                  |
| 1965      | с   | Шоу братьев Смотерс                       | The Smothers Brothers Show               | 1 эпизод                                                  |
| 1965      | с   | Клеймённый                                | Branded                                  | 1 эпизод                                                  |
| 1965      | с   | Одиночка                                  | The Loner                                | 1 эпизод                                                  |
| 1965—1966 | с   | Дни в долине смерти                       | Death Valley Days                        | 2 эпизода                                                 |
| 1966      | с   | Напряги извилины                          | Get Smart                                | 1 эпизод                                                  |
| 1966—1970 | с   | Дэниэл Бун                                | Daniel Boone                             | 4 эпизода                                                 |
| 1967      | тф  | Винчестер 73                              | Winchester 73                            | Скотс                                                     |
| 1967      | с   | Отдел уголовных расследований             | The Felony Squad                         | 1 эпизод                                                  |
| 1967      | с   | Боб Хоуп представляет Театр от «Крайслер» | Bob Hope Presents the Chrysler Theatre   | 1 эпизод                                                  |